# Szende Péter Pál
Szende Péter Pál (Zágráb, 1897. október 10. – Melbourne, 1940. június 9.) ügyvéd, jogi író, bankigazgató.

## Élete
Szende (Stern) Henrik (1861–1950) magánhivatalnok és Gutfreund Sarolta (1876–?) gyermekeként született zsidó családban. Középiskolai tanulmányait a budapesti Markó-utcai főgimnáziumban, jogi tanulmányokat a budapesti és lipcsei tudományegyetemeken folytatott. 1925-ben szerezte meg ügyvédi oklevelét. Ezt követően irodát nyitott és önálló ügyvédként praktizált. Elsősorban magán-és hiteljogi ügyekkel foglalkozott. A Ház- és Telektulajdonosok Országos Egyesületének ügyvezető elnöke és 1927-től a Magyar Általános Ingatlanbank jogtanácsosa, majd apósa halála után – aki egyben a bank alapítója és elnök-vezérigazgatója is volt – kinevezték a bank új vezérigazgatójává. Az első zsidótörvény életbelépését követően megvált pozíciójától. Ezután többekkel megalapította a Magyar Kártolószalaggyár Részvénytársaságot, majd hasonló külföldi gyárakban dolgozott, hogy elsajátítsa a mesterséget. 1939-ben feleségével és három gyermekével Svájcba költözött azzal a céllal, hogy onnan Dél-Amerikába vándoroljon ki, ahol gyárat szeretett volna alapítani. Letelepedésük után néhány hónappal felesége öngyilkos lett és ő gyerekeivel Ausztráliába emigrált, majd nem sokkal később maga is öngyilkosságot követett el.
Számos cikke és tanulmánya jelent meg napilapokban és munkatársa volt több jogi és közgazdasági szaklapnak.
Házastársa Halom Dezső ügyvéd és Horvát Margit lánya, Halom Erzsébet (1906–1939) volt, akit 1927. október 9-én Budapesten vett nőül. Három fiuk született.

## Főbb művei
- Az új választójogi tőrvény (Budapest, 1918)
- A kereskedelmi jog kézikönyve (Budapest, 1927)
- A korlátolt felelősségű társaság (Budapest, 1927)
- Az utolsó évtized élő jogszabályai (I – II., Budapest, 1927)
- Magyar magánjog. Kötelmi jog (I – III., Budapest, 1928)
- A hiteljog (Budapest, 1930)
- A fizetésképtelenségi jog kézikönyve (Budapest, 1931)